# La Séguinière
 La Séguinière é uma comuna francesa na região administrativa da Pays de la Loire, no departamento de Maine-et-Loire. Estende-se por uma área de 31,48 km². Em 2010 a comuna tinha 4 285 habitantes (densidade: 136,1 hab./km²).